# 齊綬棋
齊綬棋（?—?），湖南湘潭人，清朝政治人物。
光绪18年（1892年），擔任清朝遵义府婺川縣知縣。后由喬晉福接任。